# 大專戲劇節
大專戲劇節乃香港各大專院校（包括香港大學、香港中文大學、香港浸會大學、香港教育學院、香港理工大學、嶺南大學、香港科技大學、香港城市大學及香港樹仁大學）聯合辦舉的戲劇匯演活動。該項活動曾於1985年停辦，後於1999年重新聯演。

## 大專戲劇節籌委會
大專戲劇節籌委會在1999年成立，其宗旨是促進香港各大專院校之間在戲劇上的交流、加深大專生對戲劇的認識及讓社會各界認識大專戲劇。籌委會由香港大學劇社、中大劇坊、香港浸會大學劇社（页面存档备份，存于）、香港教育學院學生會劇社、理工劇社、嶺南劇社、香港科技大學劇社及香港城市大學劇社聯合組成，而樹仁大學劇藝社亦在2008年起加入該籌委會。

## 第十屆大專戲劇節匯演
第十屆大專戲劇節於2008年2月至3月間先後舉行了三輪戲劇匯演，而每輪表演由籌委會成員的其中三所大專院校劇社負責綵排及演出，至於場地及售票服務則由康樂及文化事務署贊助。

### 第一輪
第一輪匯演於2008年2月21日及22日上環文娛中心舉行，演出劇目依次序為香港教育學院的《咪郁！打劫呀！》、香港中文大學的《在絕望的高速公路盡頭我閉上眼睛絕望地奔跑》及香港浸會大學的《柏彼齊》。

#### 香港教育學院
- 劇目名稱：《咪郁！打劫呀！》
- 劇情簡介：一個天真無邪的初中學生、一個潦倒落泊的孤獨漢子，互不相識，卻懷著同一理念、同一目的於同一地方喊出一句：「咪郁！打劫呀！」展開一段瘋狂的打劫之旅……

#### 香港中文大學
- 劇目名稱：《在絕望的高速公路盡頭我閉上眼睛絕望地奔跑》
- 劇情簡介：那一宗車禍揭開了這個故事的序幕，名貴的法拉利斷為兩截，男主角還沒有演過半秒鐘的戲就已經死了，然而，死亡之後，又是一個怎樣的故事呢？看起來似乎是荒誕胡鬧的極樂世界，但看得久了，卻又頃刻被不記得是哪個世紀的古代悲劇淹沒。是鬧劇又是悲劇，是怪誕又是浪漫，是苦澀的死亡又是甜蜜的愛情，總而言之就是像標題般一塌糊塗得不知道該怎麼辦的東西……

#### 香港浸會大學
- 劇目名稱：《柏彼齊》
- 劇情簡介：可憐的木偶，被遺棄在荒野盡頭……不要怕，儘管你們甚麼都沒有，但是、還可以靠自己雙腳雙手，疑幻似真的樂園裡，尋自由？還是找出口？

### 第二輪
第二輪匯演於2008年2月28日及29日上環文娛中心舉行，演出劇目依次序為香港大學的《1A08》、香港城市大學的《入座不對號》及香港理工大學的《EROS》。

#### 香港大學
- 劇目名稱：《1A08》
- 劇情簡介：一段舞蹈展開了一次疑幻似真的愛情。峰一直喜歡著靜，為了接近她，更開始學習跳舞，終於讓靜注意到他。二人每天在舞蹈室 - 1A08 練習跳舞，度過了一段甜蜜時光。靜給了峰一段美麗的回憶。峰滿心歡喜，以為靜接受了自己。但其後，靜卻將二人相處的片段忘記得一乾二淨……

#### 香港城市大學
- 劇目名稱：《入座不對號》
- 劇情簡介：這可會是一個有趣的景象？試想，當進入了一個劇院，安坐下看了一會兒戲之後，方發現坐錯了位置，甚或是看錯了劇目，你會覺得可惜嗎？或是，當你看到的跟預期的不一樣，你會為這錯的體驗而興奮、而錯有錯著地繼續觀看餘下的嗎？

#### 香港理工大學
- 劇目名稱：《EROS》
- 劇情簡介：段以衡相信完美愛情，決心為人提供愛情服務，一個月口客人可得到自己想要的情人一名。服務推出後，客人越來越多，要求亦越來越多……

### 第三輪
第三輪匯演於2008年3月6日及7日上環文娛中心舉行，演出劇目依次序為香港科技大學的《記得記得》、香港樹仁大學的《跑on life》及嶺南大學的《愛．便愛》。

#### 香港科技大學
- 劇目名稱：《記得記得》
- 劇情簡介：一個沒有過去的女孩，遇上一隻敵友難辨的精靈。三個人的真摰友誼，由三個人的犧牲重價贖換來。人與人之間，保持著自以為最安全的距離。夢與現實之間，唯有靠即將把一切都遺忘的老人去道破真相……她快樂，因為她不知道，她的一切終究都只會消逝成一盒……

#### 香港樹仁大學
- 劇目名稱：《跑On Life》
- 劇情簡介：在前往樂園的路上，有一棵巨樹，名為羅藤樹。羅藤樹下有一個安息之所。所有來到了羅藤樹的人，只要住上兩天，便能恢復體力，繼續向著樂園奔跑。羅藤樹並沒有一個實際的位置，所有在途上努力奔跑的人，都可以看見羅藤樹。然而，羅藤樹並不會催趕容人，來到的人可以住上兩天，也可以住上一生……六個曾向著樂園奔跑的人，相遇在羅藤樹下，共處兩天的日子。兩天以後，羅藤樹下的大門再次打開，走向前還是留在樹下？追求的是樂園，還是安息之所？

#### 嶺南大學
- 劇目名稱：《愛．便愛》

## 外部連結
- 香港政府一站通「青．新．動．力」：《第十屆大專戲劇節匯演》[永久]